# Synaptola mutica
Synaptola mutica är en skalbaggsart som beskrevs av Hermann Julius Kolbe 1893. Synaptola mutica ingår i släktet Synaptola och familjen långhorningar.
Artens utbredningsområde är Togo. Inga underarter finns listade i Catalogue of Life.